# Nordstan (Göteborg)

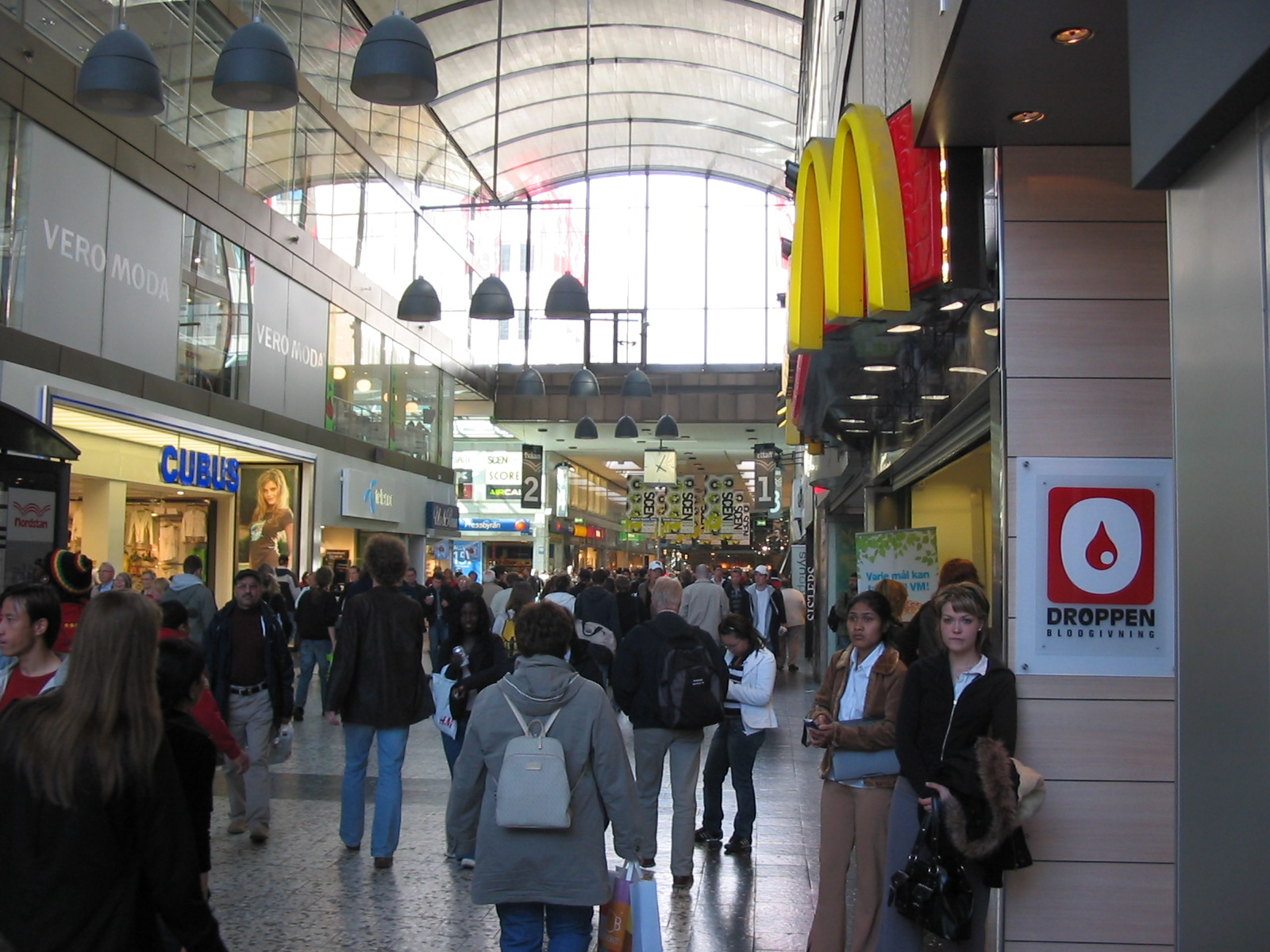
Nordstan bij de Brunnsparkeningang

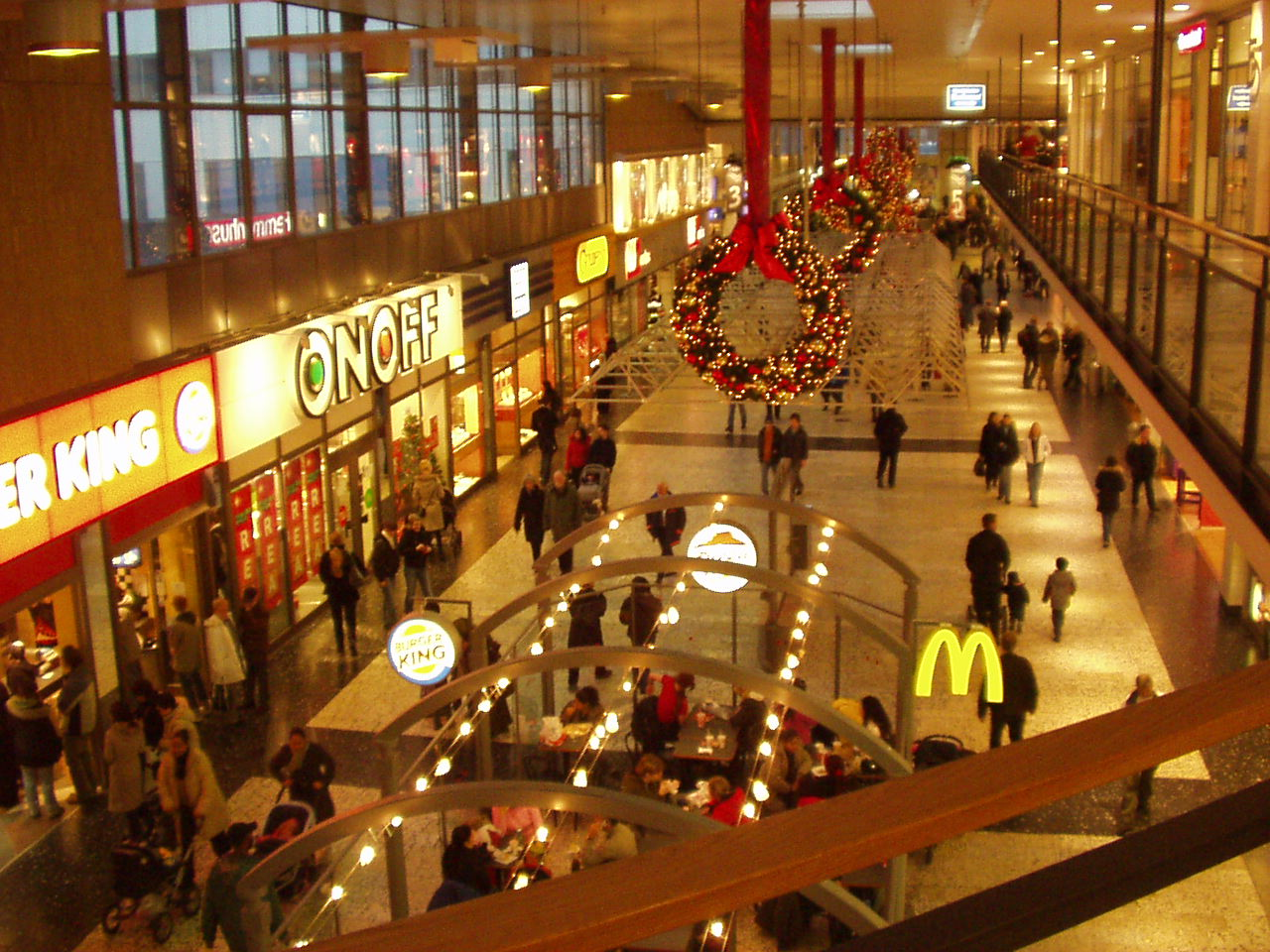
Nordstan

Nordstan is het grootste overdekte winkelcentrum van Göteborg en van heel Scandinavië. Het ligt pal naast het Centraal Station en is omringd door tram en busstations (Lilla Bommen, Brunnsparken en Nordstan). Er is ongeveer 320.000 m² ruimte aan winkels. Per jaar lokt het winkelcentrum bijna 30 miljoen bezoekers.
Het winkelcentrum is ingedeeld in acht stukken, die de namen de een, de twee', etc. hebben gekregen. In Femman (de vijf) zitten de meeste kleinere winkeltjes, waaronder in de kelder een grote cd-zaak, een speelgoedwinkel en een grote spellenwinkel, en op de eerste verdieping een soort open snoepwinkel en verscheidene juweliers. 
In het midden van Nordstan kan men een groot toeristeninformatiecentrum vinden, hetgeen heel handig is als men via het Centraal Station in Göteborg arriveert. 
Achterin, bij nummer acht, bevindt zich een overdekte loopbrug naar de haven, de veerponten en het operagebouw.